# 핼퍼드 매킨더

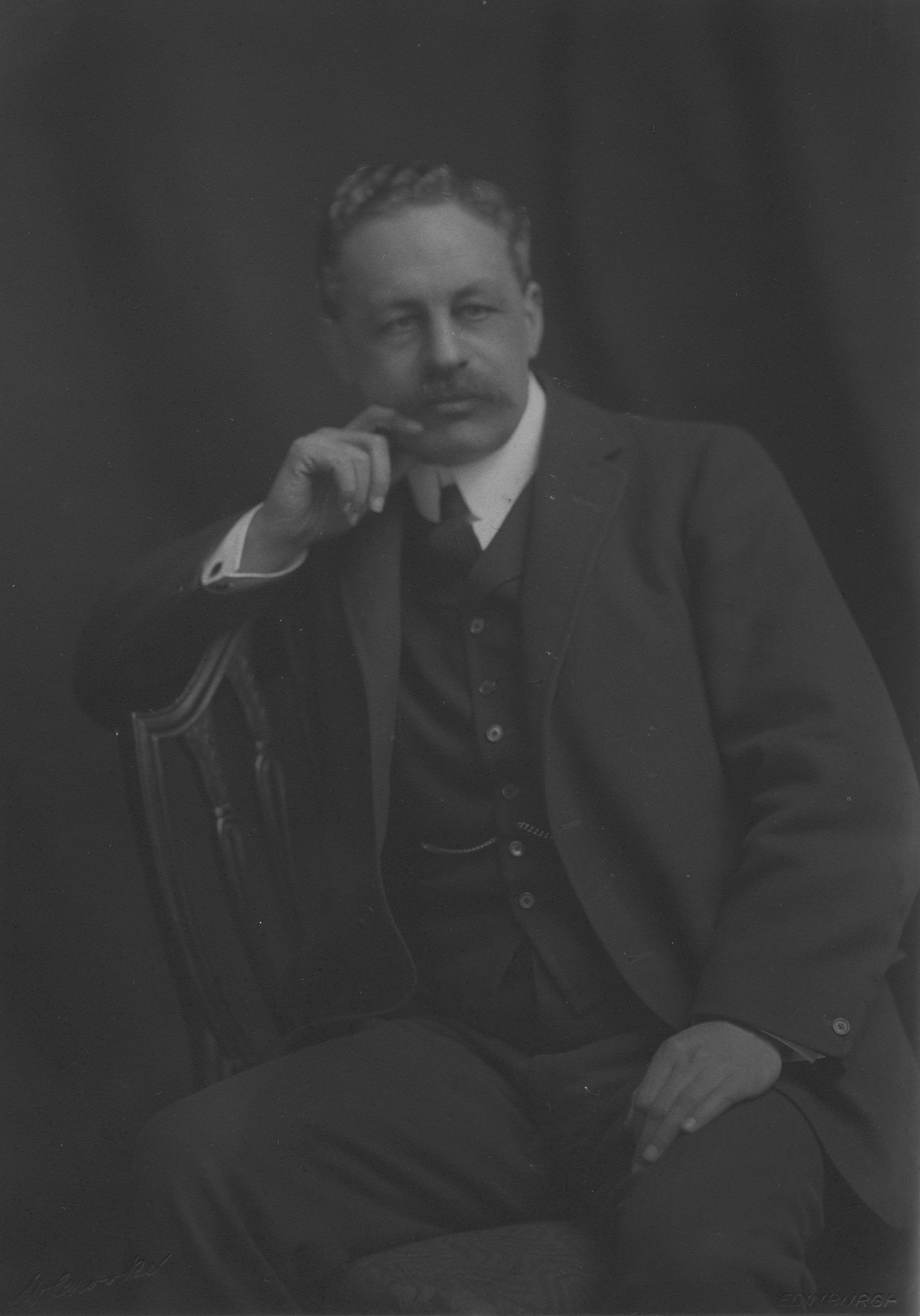
핼퍼드 매킨더

핼퍼드 매킨더(Halford Mackinder, 1861년 ~ 1947년)는 영국의 지리학자이다. 지정학의 창시자로 알려져있다.

## 같이 보기
- 역사의 지리적 추축(영어판) - 핼퍼드 매킨더의 대표적인 논문